# Joe Toner
Joseph Samuel Toner (ur. 30 marca 1894 w Castlewellan; zm. 18 listopada 1954) – irlandzki piłkarz. Grał jako lewoskrzydłowy.

## Kariera
Toner karierę rozpoczynał w zespole Belfast United. W sierpniu 1919 roku przeszedł do Arsenalu. Zadebiutował tam 11 października w meczu z Evertonem. Przez pierwsze dwa sezony gry Toner występował jako zmiennik. W sezonie 1921/1922 stał się podstawowym graczem Arsenalu. 4 kwietnia 1922 roku w spotkaniu z Walią (1:1) zadebiutował w reprezentacji. Rok później po raz drugi zagrał w kadrze.
Irlandczyk nie był już jednak podstawowym graczem Arsenalu. W sezonach 1922/1923 i 1923/1924 Toner rozegrał osiem ligowych meczów. Rok później wychodził już w podstawowym składzie klubu. Po przegranej 5:0 z Huddersfield Town Toner stracił miejsce w zespole. Rozegrał w tym czasie również cztery mecze dla swojego kraju. W styczniu 1926 roku Toner przeszedł do St. Johnstone, ponieważ nie był częścią długoterminowych planów Herberta Chapmana. Łącznie w Arsenalu zagrał 100 meczów (89 w lidze i 11 w Pucharze Anglii) i strzelił sześć goli (wszystkie w lidze).
W St. Johnstone rozegrał jeszcze dwa mecze reprezentacyjne w roku 1927. Kontuzja nogi zmusiła go do zakończenia kariery. Następnie Toner był szkoleniowcem Coleraine.
Toner był także reprezentantem kraju w hurlingu oraz grał w futbol gaelicki dla Castlewellan GAC.